# A Horaci
A Horaci és una de les odes més característiques i famoses de Miquel Costa i Llobera. Fou inicialment escrita l'any 1879. No seria publicada fins a l'any 1906 en el seu llibre Horacianes.

## Història
Miquel Costa i Llobera va compondre la seva cèlebre oda A Horaci l'any 1879, tot i que seria publicada anys més tard en el seu llibre Horacianes, el 1906.
Mentrestant, li enviaria l'oda a Ramon Picó i Campamar i Antoni Rubió i Lluch. Fou aquest darrer qui va emetre un judici més favorable. A més a més, providencialment, Rubió li va enviar l'oda al seu amic comú Marcelino Menéndez y Pelayo. Malgrat les reticències de Costa i Llobera, el seu amic i erudit decidiria incloure-la al seu llibre Horacio en España, afirmant que l'oda del jove poeta mallorquí era "una de les odas sáficas más puras y acicaladas de su tiempo".
No obstant, Costa i Llobera justificava els seus escrúpols ja que tenia por que l'oda es considerés una espècie de "homenaje de culto idolátrico a un poeta tan epicúreo y gentil", i per tant, proper a l'ideal del paganisme.

## Mètrica i versos
Es tracta d'un poema de 72 versos en estrofes sàfico-adòniques, que Horaci va utilitzar sovint en les seves obres. Com a resultat, cada estrofa consta de 4 versos (3 sàfics i 1 adònic). Els versos són d'onze síl·labes, sense rimar, i finalitzen amb un troqueu. El darrer vers adònic de cada estrofa sols té cinc síl·labes.
El seu inici és conegut:
| « | Príncep afable de la docta lira, mestre i custodi de la forma bella, tu qui cenyires de llorer i murtra, doble corona | » |